# Skælskør Sogn
Skælskør Sogn 
ist eine Kirchspielsgemeinde (dän.: Sogn) in der Stadt Skælskør auf der Insel Sjælland im südlichen Dänemark.
Bis 1970 gehörte sie zur Harde Vester Flakkebjerg Herred im damaligen Sorø Amt, danach zur Skælskør Kommune im Vestsjællands Amt, die im Zuge der  Kommunalreform zum 1. Januar 2007 in der Slagelse Kommune in der Region Sjælland aufgegangen ist.
Von den 6394 Einwohnern von Skælskør leben 3828 im gleichnamigen Kirchspiel (Stand: 1. Januar 2023).
Im Kirchspiel liegt die Kirche „Sankt Nicolai Kirke“.
Nachbargemeinden sind im Norden Boeslunde Sogn, im Osten Eggeslevmagle Sogn und im Süden Magleby Sogn.